# Selvatico dei Bonacolsi
Selvatico dei Bonacolsi (Mantova, XIII secolo – ...) è stato un militare italiano.

## Biografia
Selvatico era figlio sestogenito di Pinamonte dei Bonacolsi, signore di Mantova. Era cavaliere dell'Ordine Teutonico.

## Discendenza
Sposò Antonia Nogarola di Verona ed ebbero due figli:
- Turlino, sposò nel 1286 Bartolomea di Ruggiero, figlia ed erede del conte di Mosio Ruggiero;
- Felicina, sposò nel 1305 Albertino degli Ippoliti, di Giovanni Rambaldo degli Ippoliti.

## Ascendenza
|                         |                       |                     | Genitori            |  |  | Nonni                 |  |  | Bisnonni               |  |
|                         |                       |                     |                     |  |  | Martino dei Bonacolsi |  |  | Gandolfo dei Bonacolsi |  |
|                         |                       |                     |                     |  |  | Martino dei Bonacolsi |  |  | Gandolfo dei Bonacolsi |  |
|                         |                       | Martasia Mozzi      |                     |  |  | Martino dei Bonacolsi |  |  |                        |  |
| Pinamonte dei Bonacolsi |                       |                     |                     |  |  | Martino dei Bonacolsi |  |  |                        |  |
|                         |                       | ...                 | ...                 |  |  |                       |  |  |                        |  |
|                         |                       | ...                 | ...                 |  |  |                       |  |  |                        |  |
|                         |                       | ...                 | ...                 |  |  |                       |  |  |                        |  |
| Selvatico dei Bonacolsi |                       | ...                 |                     |  |  |                       |  |  |                        |  |
|                         | Guido II da Correggio | ...                 |                     |  |  |                       |  |  |                        |  |
|                         | Guido II da Correggio | ...                 |                     |  |  |                       |  |  |                        |  |
|                         | Guido II da Correggio | ...                 |                     |  |  |                       |  |  |                        |  |
| ? Da Correggio          | Guido II da Correggio |                     |                     |  |  |                       |  |  |                        |  |
|                         |                       | Mabilia della Gente | Giberto della Gente |  |  |                       |  |  |                        |  |
|                         |                       | Mabilia della Gente | Giberto della Gente |  |  |                       |  |  |                        |  |
|                         |                       | Mabilia della Gente | ...                 |  |  |                       |  |  |                        |  |
|                         |                       | Mabilia della Gente |                     |  |  |                       |  |  |                        |  |